# 梅賽德斯-賓士集團
梅賽德斯-賓士集團（德語：Mercedes-Benz Group AG）是一家总部位于德国斯图加特的汽车公司。根据销量，梅賽德斯-奔馳是世界前十大汽車商之一，第一大商用車製造商和第二大卡车制造商，梅賽德斯-奔馳也以生產豪華車如梅赛德斯-奔驰聞名。該公司前名稱為「戴姆勒」，已於2022年2月1日宣布將更名為「梅賽德斯-賓士集團」股份公司。

## 歷史

### 1926-1998：戴姆勒-賓士（Daimler-Benz AG）
戴姆勒公司是由多個家族企業構成的，主要由1886年卡爾·本茨建立的世界上首家汽車廠——奔馳萊茵燃氣發動機廠，以及1890年由戈特利布·戴姆勒建立的戴姆勒發動機公司。這兩位發明家在19世紀末創造了眾多創新，奔馳開發了首輛大客車，而戴姆勒亦開發了第一輛載重汽車。
兩家公司繼續生產各自的汽車和內燃機品牌，直到1926年6月28日合併成為戴姆勒-賓士股份公司（Daimler-Benz Aktiengesellschaft）。
此後，所有工廠都將在其汽車上使用“梅賽德斯-賓士（Mercedes-Benz）”的品牌名稱。
將梅賽德斯這個名字納入新的品牌名稱，以表彰戴姆勒汽車最重要的車型系列，梅賽德斯系列，由威廉·邁巴赫設計和製造，名字來自一個1900年的發動機，以埃米爾·耶利內克（Emil Jellinek）的女兒Mercédès命名。 耶利內克於1900年成為戴姆勒的董事之一，訂購了少數由威廉·邁巴赫按照他的規格製造的賽車，規定發動機必須命名為“戴姆勒-梅賽德斯（Daimler-Mercedes）”，耶利內克透過賽車運動使新汽車聞名。 那輛賽車後來被稱為賓士35hp。1902年，戴姆勒生產了第一款名為梅賽德斯的系列生產車型。
雖然戴姆勒-賓士以其梅賽德斯-賓士汽車品牌而聞名，但在第二次世界大戰期間，它還為德國飛機、坦克和潛艇創造了一系列著名的發動機。 它的汽車成為許多納粹、法西斯主義義大利和日本官員的首選，包括赫尔曼·戈林、阿道夫·希特勒、贝尼托·墨索里尼和昭和天皇，他們使用的是梅賽德斯-賓士770豪華轎車。 戴姆勒還生產德國武器的零件，最著名的是Kar98k步槍的槍管。 在第二次世界大戰期間，戴姆勒-賓士有6萬多名集中營囚犯和其他強迫勞動者來製造機器。 戰後，戴姆勒承認與納粹政府有聯絡和協調。
1989年，戴姆勒-賓士InterServices AG（Debis）成立，負責處理戴姆勒集團的資料處理、金融和保險服務以及房地產管理。
1995年，收購德國商用內燃機製造商 MTU腓特烈。

### 1998–2007: 戴姆勒-克萊斯勒（Daimler-Chrysler AG）
1998年5月，戴姆勒AG（即梅赛德斯-奔驰的生產商）的总裁于尔根·施伦佩和克莱斯勒（克萊斯勒汽車公司）首席执行官罗伯特·伊顿在伦敦宣布两家汽车生产商合併。由此戴姆勒-克莱斯勒公司成为全球第二大汽车生产商。
克萊斯勒在 2006 年報告虧損 15 億美元。隨後它宣布計劃在 2007 年 2 月中旬解僱 13,000 名員工，關閉一個主要裝配廠並減少其他工廠的產量，以便到 2008 年恢復盈利能力。

據報導，戴姆勒克萊斯勒曾在 2007 年初接洽其他汽車製造商和投資集團以出售克萊斯勒。據報導，通用汽車是一個追求者，但戴姆勒同意在 2007 年 5 月以 60 億美元的價格將克萊斯勒部門轉讓給私人資本營運投資公司博龍資產管理，至此，戴姆勒及克萊斯勒兩集團分家，克萊斯勒於2009年申請破產，最終成為斯泰蘭蒂斯的一部分。

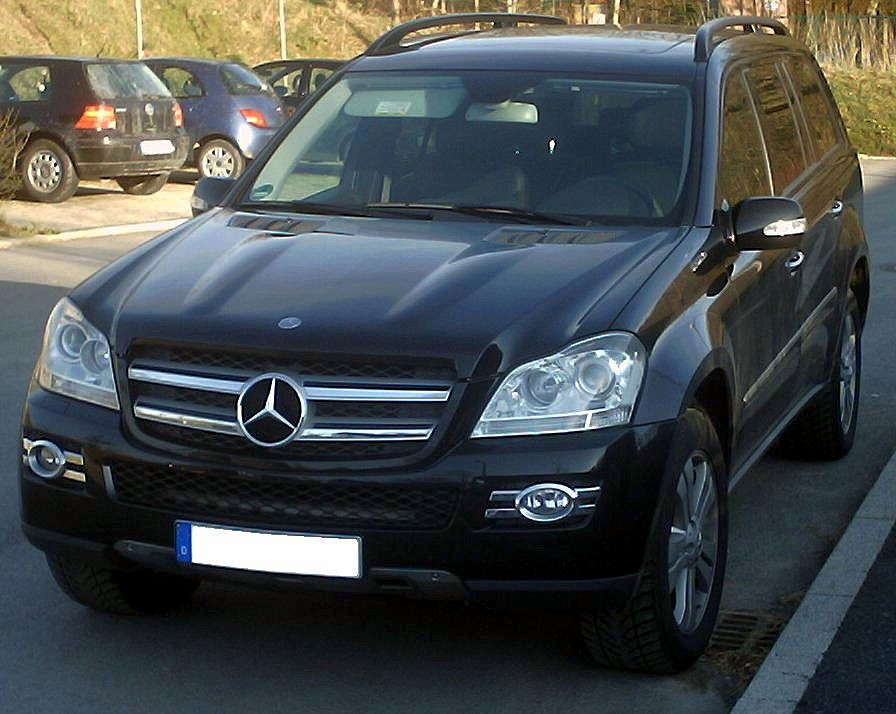
奔驰GL-Class

### 2007-2022:  戴姆勒（Daimler AG）
近年節能環保意識當道，美國特斯拉公司以生產電動車聞名。2009年5月，戴姆勒收購特斯拉9.1%的股權，雙方展開電動車技術上的交流合作；同年7月，戴姆勒將40%特斯拉的持股轉給Aabar Investments PJSC阿布達比投資公司。而後特斯拉增資，戴姆勒持股比例降至4%。2010年4月7日，雷諾日產（Renault-Nissan Alliance）與戴姆勒（Daimler）合組全球第三大汽車聯盟，交叉持股3.1%，戴姆勒發給對方共3290萬股，佔總股權比率3.1%，總值11.7億歐元（16億美元），由雷諾、日產平分，戴姆勒則同時獲得雷諾新股與日產現股各3.1%。
2013年2月1日，戴姆勒宣布，收購北京汽車集團有限公司（Beijing Automotive Group Co., Ltd.簡稱：北汽集團）旗下乘用車子公司北京汽車股份有限公司（BAIC Motor）12%股份。北京汽車則將雙方合資汽車生產企業——北京奔馳汽車有限公司（Beijing Benz Automotive Company）持股比例提高1%至51%，因此北京奔馳併入北京汽車。同時戴姆勒提高雙方合資銷售公司——北京梅賽德斯-奔馳銷售服務有限公司(Beijing Mercedes-Benz Sales Service Co., Ltd.)持股比例1%至51%。2013年4月17日，戴姆勒表示，已出售所持的歐洲宇航防務集團（European Aeronautic, Defense & Space Co., 簡稱 EADS）剩餘7.5%股權，退出這家航空航天公司。2014年10月，戴姆勒宣布，售出目前持有的4%特斯拉股權。戴強調，特斯拉是個很重要的夥伴，未來雙方仍持續合作，Mercedes-Benz B-Class電動車的開發計畫也持續進行。
MTU腓特烈港一直是戴姆勒克萊斯勒的子公司，直到2006年被出售給EQT IV私募股權基金，成為託格納姆公司的一部分。
勞斯萊斯控股和戴姆勒公司於2011年收購了託格納姆。 2014年，託格納姆更名為勞斯萊斯電力系統公司，成為勞斯萊斯控股的全資子公司。
2014年10月31日，戴姆勒發表，其將藉由旗下Mercedes-AMG品牌名義，購入MV Agusta品牌25%的股權，並於MV Agusta董事會中取得一席董事。雖然將持有MV Agusta 25%的股權，但戴姆勒並不會干預這个摩托车傳奇品牌的自主發展，將琢磨在Mercedes-AMG與MV Agusta兩大品牌之間展開跨市場的聯合行銷。2018年2月24日戴姆勒披露，中國吉利汽車董事長李書福透過一家投資基金Tenaclou3 Prospect Investment Ltd ，入股戴姆勒的9.69%股權1.036億股。以市值計，該批股權的價值為90億美元（75億歐元），成為單一大股東。2018年7月26日戴姆勒管理層和監事會已同意一項重組計劃，該計劃將把這家汽車製造商的五個業務部門整合成三家獨立注冊的公司，分別是梅賽德斯-奔馳(Mercedes-Benz AG)、Daimler Truck AG和Daimler Mobility AG。
2018年起，戴姆勒集团旗下产自2012年至2015年的柴油版奔驰GLK220CDI运动型多功能汽车因涉嫌用软件造假方式让旗下数万辆汽车通过尾气检测，受到德国联邦汽车交通局调查。2019年5月22日，戴姆勒集團股東在柏林舉行的年度股東大會上，以絕對多數投票決定重組戴姆勒集團，該計劃將把戴姆勒集團的五個業務部門整合成三家獨立注冊的公司，分別是梅賽德斯奔馳(Mercedes-Benz AG)、戴姆勒卡車公司（Daimler Truck AG）和戴姆勒移動出行公司（Daimler Mobility AG），新集團架構將於2019年11月1日正式生效，其中戴姆勒金融服务（Daimler Financial Services）将在7月24日起改名為戴姆勒移動出行公司（Daimler Mobility AG）
2019年7月23日，北汽集團宣布，為加強雙方長期戰略合作，投資戴姆勒股份公司，目前持有戴姆勒股份公司5%股份。此次交易包含2.48%的直接持股以及獲得額外等同於2.52%股份投票權的權利。
2019年9月25日，德国斯图加特检察院对戴姆勒公司的一个质量认证部门"疏忽监管职责"，导致销售尾气排放造假的柴油车获得合格认证，处以8.7亿欧元的罚款。戴姆勒表示罚款不会导致第三季度收益受到拖累。2020年8月13日，戴姆勒已就尾气排放造假与美国政府达成初步和解协议，戴姆勒预计将支付15亿美元和解费用。
2021年5月5日，日产汽车公司宣布将出售所持全部戴姆勒汽车公司股份，预计交易额将达11.49亿欧元。
2021年2月，戴姆勒表示計劃將戴姆勒卡車分拆成一家單獨的上市公司。
2021年10月1日，戴姆勒卡車分拆獲得其股東批准，戴姆勒集團持有戴姆勒卡車30.01%股權。2022年1月，梅賽德斯-賓士宣布與固態電池廠輝能科技簽署技術合作協議，對其投資數千萬歐元。

### 2022-至今: 梅賽德斯-賓士（Mercedes-Benz AG）
2022年2月1日，戴姆勒宣布將更名為「梅賽德斯-賓士集團」股份公司。

## 公司品牌
梅賽德斯-奔馳集團在全球範圍內銷售以下品牌的汽車及服務：
- 汽車 
  - 梅賽德斯-賓士汽車
  - 梅賽德斯-AMG – 高性能車輛
  - 邁巴赫 – 生產於 2012 年結束，但超高端 S 級和 GLS 級作為梅賽德斯-邁巴赫推出
  - smart
- 商用車
  - 梅賽德斯-賓士貨車
  - 戴姆勒卡車
- 服務
  - 梅賽德斯-賓士移動
  - 德國汽車共享公司Share Now
  - 梅賽德斯-賓士銀行
  - 梅賽德斯-賓士金融服務
- 一級方程式賽車
  - 梅賽德斯 AMG 高性能動力總成

### 控股
梅賽德斯-賓士集團目前持有以下公司股票：
- 3.1%    雷諾日產三菱聯盟 (Renault-Nissan-Mitsubishi Alliance)
- 5.0%    英國奧斯頓·馬丁汽車(Aston Martin)
- 10.08%  中國北京汽車[14]
- 25.0%  中國福建奔馳汽車
- 49.0%  中國北京奔馳
- 75.00%  香港戴姆勒輕型汽車（香港）有限公司
- 30.01%  德國戴姆勒卡車
- 50.0%  中國深圳比亞迪戴姆勒新技術有限公司(BDNT)
- 49.9%  德國贏創工業(Evonik Industries AG)子公司Li-Tec電池
- 90.0%  德國Deutsche ACCUmotive -與贏創工業合資鋰電池模組及系統生產及銷售公司
- 50.1%  加拿大Automotive Fuel Cell Cooperation
- 44.9%  德國TBD -與日本東麗工業(Toray)合資CFRP生產及銷售公司
- 35.0%  德國 MBtech Group （页面存档备份，存于） 梅赛德斯奔驰车辆技术有限公司